# Biwong-Bulu
Pour les articles homonymes, voir Biwong.
Biwong-Bulu est une commune du Cameroun située dans la région du Sud et le département de la Mvila.

## Population
Lors du recensement de 2005, la commune comptait 12 867 habitants.

## Structure administrative de la commune
Outre Biwong-Bulu proprement dit, la commune comprend les villages suivants :
- Abiete Yendjok
- Akak-Yevol
- Akom
- Akpwae
- Biba III
- Biba-Yevol
- Biboulemam
- Ebe
- Efoulan-Ndong
- Elone
- Eminemvom
- Essangong
- Koungoulou-Ngoé
- Lobe
- Mamenyie
- Mang
- Mbounezok
- Melane
- Mendoum
- Messambe-Ndong
- Metyikpwale-Ngoé
- Minkpwele
- Momebili
- Mvong
- Mvoula
- Ngomeden
- Ngone
- Njana
- Nkoetye
- Nkolbityé
- Nkolebane
- Nkolenyeng
- Nkone
- Nkong-Edjom
- Nkongmedzap
- Nkpwaebaé
- Nloupessa-Yevol
- Nselang
- Obem
- Okpweng
- Ondondo
- Ongol
- Sonkoe
- Zoébefam
- Zouameyong

## Personnalités nées à Biwong-Bulu
- Eleih-Elle Etian (1939-) : diplomate, né à Essangong.

Thomas Zo'o Bingono, (1900-1978) fut l’un des premiers administrateur civils avant l’indépendance du Cameroun, sous-préfet, homme politique, patriarche de la tribu Yedjock est né à Abiete Yedjock